# New Hope (Teksas)
New Hope je gradić u američkoj saveznoj državi Teksas. Prema popisu stanovništva iz 2010. u njemu je živjelo 614 stanovnika.